# 稻葉君山
稻葉岩吉（日语：いなば いわきち，1876年12月4日—1940年5月23日）是一位明治後期的歷史學者，研究專長在朝鮮史與中國史。

## 生平
1876年出生于日本新潟縣，舊姓小林，號君山。代表著作有在1914年完成的《清朝全史》。

## 著作
- 《清朝全史》日文版，民國三年，另有但燾的中譯本暢行於中國。
- 《滿洲發達史》
- 《朱舜水先生傳》
- 《朝鮮志》

## 評價
1915年，但燾的中譯本，在中國引起轟動，被梁啓超等人列為治清史的必修書之一。
後因1915年版的《清朝全史》被認為「觀點紕繆，疏舛頗多」，使得當時尚在就讀中學的蕭一山發憤撰寫清代史。